# Mauricio Escanero Figueroa
Mauricio Escanero Figueroa es un diplomático mexicano con experiencia en los ámbitos bilateral y multilateral, así como en responsabilidades internacionales en la Organización de las Naciones Unidas (ONU) y en la Organización de las Naciones Unidas para la Educación, la Ciencia y la Cultura (UNESCO).

## Trayectoria
Ingresó al Servicio Exterior Mexicano en 1982. Actualmente se desempeña como Embajador de México en Israel.
Anteriormente, en el ámbito multilateral, ha servido como Jefe de la Misión de México ante la Unión Europea y Embajador de México en Bélgica y Luxemburgo, Embajador de México en Sudáfrica y varios otros países de la región, así como en diversos puestos diplomáticos en las Embajadas de México en Australia, Jamaica, Japón y Estados Unidos. También se desempeñó en China como Ministro y Jefe de Cancillería en la Embajada de México en Beijing y como Cónsul General de México en Shanghái.
En el ámbito multilateral ha servido como representante Permanente Alterno de México ante la UNESCO, incluyendo en calidad de Encargado de Negocios de diciembre de 2012 a septiembre de 2013. También ha servido como representante Permanente Alterno de México ante la Organización de los Estados Americanos (OEA) y como Ministro de Asuntos Económicos y Sociales en la Misión de México ante la ONU. Asimismo, se ha desempeñado como Jefe de la Delegación de México en diversos foros internacionales, incluyendo el Consejo  Económico y Social de las Naciones Unidas (ECOSOC), la Conferencia de las Partes de la Convención sobre el Comercio Internacional de Especies Amenazadas de Fauna y Flora Silvestres, y el Comité de Patrimonio Mundial de la UNESCO.
En la Cancillería mexicana ha servido como Asesor de los Subsecretarios de Relaciones Exteriores y de Asuntos Multilaterales y Económicos y como director general de Promoción Económica Internacional.

## Responsabilidades Internacionales
A título personal, por elección de la Asamblea General de la ONU, sirvió como Facilitador del Consenso de Monterrey y de la Conferencia Internacional de las Naciones Unidas para la Financiación para el Desarrollo (1998-2002). En esa calidad, presidió el conjunto de las negociaciones que condujeron a la constitución del Comité Preparatorio de la Conferencia, la definición de su agenda sustantiva y la adopción del Consenso de Monterrey, el cual abordó elementos torales de la cooperación internacional para el desarrollo y la gobernanza económica global. En particular, tuvo la responsabilidad de redactar los diversos proyectos del Consenso de Monterrey hasta su versión final, la cual fue aprobada en consultas informales bajo su presidencia para su adopción a nivel de jefes de Estado y de Gobierno. 
También se desempeñó como Vicepresidente del Comité de Economía y Finanzas (Segundo Comité) de la Asamblea General de las Naciones Unidas durante el periodo 2000-2001, con responsabilidad especial sobre los temas de financiación para el desarrollo.
En calidad de Enviado Especial de México para la Primera Reunión de Alto Nivel de la Alianza Global para la Cooperación Eficaz al Desarrollo  que tuvo lugar en México en abril de 2014, y por acuerdo del Comité Directivo de la Alianza, condujo las consultas internacionales para consensuar el Comunicado Final de la Reunión.
A título personal, por elección de los Estados Parte, sirvió como Presidente fundador del Comité Subsidiario de la Convención de 1970 de la UNESCO sobre las medidas que deben adoptarse para prohibir e impedir la importación, la exportación y la transferencia de propiedad ilícitas de bienes culturales (2013-2015). También fue el iniciador de la Primera Reunión de Presidentes de los Comités de las Convenciones Culturales de la UNESCO (29 de junio de 2015).
Más recientemente, durante su gestión en Bruselas, se desempeñó como Copresidente del Consejo Directivo de la Fundación EU-LAC (enero 2020 - junio 2021) y Copresidente del Mecanismo de Coordinación y Cooperación CELAC-UE en materia de Drogas (julio 2019 - junio 2021).

## Formación académica
Ha obtenido los grados académicos de Licenciado en Economía por la UNAM, Diplomado en Relaciones Internacionales por el Instituto Matías Romero de Estudios Diplomáticos, Maestro en Política Pública Internacional por la Escuela de Estudios Internacionales Avanzados de la Universidad Johns Hopkins y Maestro en Sustentabilidad y Gestión del Medio Ambiente por la Escuela de Extensión de la Universidad de Harvard.